# Grauwe bandspanner
De grauwe bandspanner (Epirrhoe molluginata) is een vlinder uit de familie van de spanners (Geometridae).
De spanwijdte van deze vlinder is 25 tot 27 millimeter.
De soort komt voor in de zuidelijke helft van Europa tot aan de Kaukasus. In België is de soort zeer zeldzaam in de provincies Luxemburg en Luik. In Nederland in 2019 voor het eerst waargenomen in de Vijlenerbossen.
De rupsen leven van soorten walstro (Galium), de pop overwintert. De vliegtijd is in juni en juli. 